# All Aboard the Blue Train
All Aboard the Blue Train es el noveno álbum del cantante country Johnny Cash lanzado en noviembre de 1962 y reeditado en el 2003 con 6 canciones nuevas.

## Canciones
1. There You Go – 2:19
2. So Doggone Lonesome – 2:44
3. Wreck of the Old '97 – 1:48
4. Give My Love to Rose – 2:46
5. Folsom Prison Blues – 2:51
6. Blue Train – 2:03
7. Hey Porter – 2:15
8. Come in Stranger – 1:43
9. Goodbye Little Darlin' Goodbye – 2:15
10. Rock Island Line – 2:13
11. Train of Love – 2:24
12. (I Heard That) Lonesome Whistle – 2:26

## Canciones extras
1. Train of Love – 2:38
2. Give My Love to Rose – 2:54
3. Hey Porter – 2:13
4. Leave That Junk Alone – 1:31
5. You're My Baby (Little Woolly Booger) – 1:31
6. Brakeman's Blues – 1:18

## Personal
- Johnny Cash - Guitarra y Vocalista
- Al Casey - Guitarra

Personal adicional
- Sam Phillips - Productor
- Jack Clement - Productor
- Cary E. Mansfield - Productor de la reedición
- Bill Dahl - Productor de la reedición
- Dan Hersch - Remasterización Digital
- Bill Pitzonka - Diseño y Dirección de Arte

- Datos: Q2094794